# Helmut Reitze

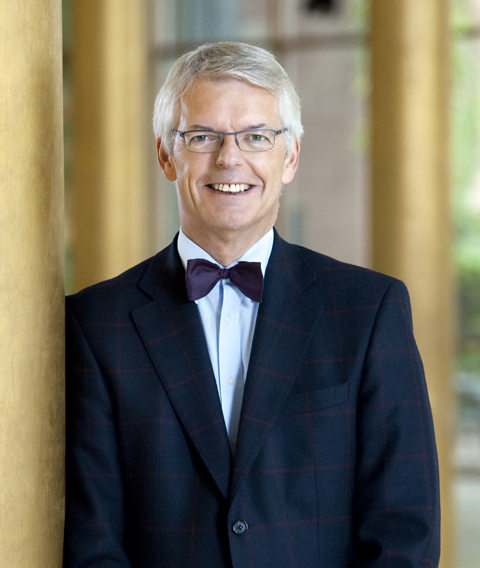
Helmut Reitze, 2011

Helmut Reitze (* 11. Juni 1952 in Gudensberg) ist ein deutscher Journalist. Er war von  Januar 2003 bis Februar 2016 Intendant des Hessischen Rundfunks in Frankfurt am Main. 

## Leben
Nach dem Abitur 1971 in Kassel volontierte Reitze bei der HNA (Hessische/Niedersächsische Allgemeine) und arbeitete dort bis 1974 als Redakteur. An der Philipps-Universität Marburg studierte er Volkswirtschaft, machte 1978 sein Diplom und wurde 1980 zum Doktor der politischen Wissenschaften (Dr. rer. pol.) promoviert. In den Jahren seiner akademischen Ausbildung arbeitete er nebenbei weiter als Journalist, u. a. als Reporter für den Hessischen Rundfunk.
Reitze fing 1981 als Redakteur und Moderator in der Wirtschaftsredaktion des Bayerischen Rundfunks an, unter anderem für die Sendungen ARD-Ratgeber: Geld und Plusminus. 1985 wechselte er als Redakteur und Moderator zum ZDF ins heute-journal. Von 1987 bis 1990 berichtete er dann als Korrespondent aus Washington für das ZDF.
1990 verließ Reitze das ZDF und wurde Geschäftsführer der AVE Gesellschaft für Fernsehproduktion in München, einer privaten Fernsehproduktionsgesellschaft, die unter anderem für Sat.1 die Sendungen Talk im Turm und Telebörse produziert.
Von 1992 bis 1993 berichtete Reitze wieder für das ZDF als Auslands-Korrespondent, diesmal aus Brüssel über NATO und EU. 1995 wechselte er dann wieder zur ARD: Als Zweiter Chefredakteur von ARD-Aktuell in Hamburg produzierte er Tagesschau und Tagesthemen für das Erste. Noch im selben Jahr folgte Reitze einem Angebot aus Mainz und wurde stellvertretender Chefredakteur des ZDF sowie Leiter der ZDF-Hauptredaktion „Gesellschafts- und Bildungspolitik“; ab 1997 leitete er die Hauptredaktion „Aktuelles“, in der neben allen heute-Sendungen vom Mittagsmagazin über hallo deutschland und leute heute bis zum Nachtmagazin alle Nachrichtenformate des ZDF produziert werden.
Ab 1997 moderierte Reitze zudem das heute-journal und wurde einem breiten Publikum bekannt als der „Mann mit der Fliege“, der hartnäckig nachfragt.
Reitze ist verheiratet und hat einen Sohn.

### Intendanz
Beim ZDF trat Reitze im Dezember 2001 als Nachfolger von Dieter Stolte zur Wahl als Intendant an. Im ersten und im zweiten Wahlgang erreichte er gegen Dagmar Reim eine Mehrheit von 42 zu 35 Stimmen, verfehlte aber dennoch die notwendige Dreifünftel-Mehrheit. Nach einem langwierigen Verfahren wurde Markus Schächter im März 2002 zum neuen ZDF-Intendanten gewählt.
Beim Hessischen Rundfunk trat Reitze im Oktober 2002 als Nachfolger von Klaus Berg zur Wahl als Intendant an. Er wurde im ersten Wahlgang gegen Heinz-Dieter Sommer mit der knappen Mehrheit von 15 zu 14 Stimmen gewählt. Am 13. Januar 2003 übernahm Reitze sein Amt als Intendant des Hessischen Rundfunks in Frankfurt am Main.
Anfang 2005 stellte Reitze als neuen Fernseh-Chefredakteur Alois Theisen (ehemals ZDF-Studioleiter in Stuttgart) ein. 
Neben umfassenden Organisationsveränderungen in fast allen Bereichen des Senders schlug Reitze einen Sparkurs ein. Mit drei Konsolidierungsplänen sollte der Sender bis zum Jahr 2009 über 140 Millionen Euro einsparen. In den ersten Jahren seiner Amtszeit ist die Regionalberichterstattung ausgebaut worden, u. a. durch ein größeres Korrespondenten-Netz in Hessen.
Am 2. Februar 2007 wählte der Rundfunkrat des Hessischen Rundfunks Reitze für weitere sieben Jahre an die Spitze des Senders. Reitze erhielt im ersten Wahlgang 23 Ja-Stimmen, zwei Nein-Stimmen und eine Enthaltung. Seine zweite Amtszeit begann am 13. Januar 2008.
Nach kritischer Berichterstattung des NDR-Medienmagazins Zapp über Reitze sowie der Schleichwerbeaffäre um den ehemaligen Sportchef Jürgen Emig, weigerte sich der Hessische Rundfunk „in Einzelfällen“, der NDR-Redaktion Bildmaterial zur Verfügung zu stellen.
Im Jahr 2013 wurde Reitze als Intendant für den Zeitraum 2015 bis 2020 wiedergewählt. Von den anwesenden 29 Gremienmitgliedern erhielt Reitze im ersten Wahlgang 28 Ja-Stimmen und 1 Nein-Stimme. Seine dritte Amtszeit beginnt am 14. Januar 2015. Die Wiederwahl des als konservativ geltenden Reitze war bereits zwei Jahre vor Ablauf seiner vorhergehenden Amtszeit vorgezogen worden, weil bei der Landtagswahl in Hessen im Herbst 2013 ein Wahlerfolg von SPD und Bündnis 90/Die Grünen möglich erschien. Der Rundfunkrat begründete die Wahl damit, man habe „die Personalie aus dem hessischen Landtagswahlkampf heraushalten“ wollen.
Im November 2015 kündigte Reitze an, Anfang 2016 aus gesundheitlichen Gründen vorzeitig sein Amt als Intendant niederzulegen. Nachdem der hr-Rundfunkrat am 5. Februar 2016 Manfred Krupp zu seinem Nachfolger bestimmte, schied er zum 1. März 2016 aus seinem Intendantenamt aus.

### Sonstiges
In drei kleinen Nebenrollen trat Reitze als Schauspieler auf: 2006 war er in dem ARD-Fernsehfilm Das unreine Mal als wahlkämpfender Lokalpolitiker zu sehen, im selben Jahr in der ARD-Weihnachtskomödie Bettis Bescherung spielte er sich selbst als Intendant des HR. 2019 trat er in der Rolle eines Journalisten im Frankfurter Tatort Das Monster von Kassel auf.
In die Schlagzeilen der Gießener Lokalpresse geriet Reitze 2003, als im Rahmen eines Geschichtsweges durch Gießen am Geburtshaus Wilhelm Liebknechts, in dem der HR Mieter ist, eine Tafel mit dessen Parole „Agitieren, organisieren, studieren“ angebracht werden sollte. Helmut Reitze verhinderte dies mit der Begründung, ein öffentlich-rechtlicher Sender wie der HR dürfe nicht mit Agitation in Verbindung gebracht werden. Schließlich nahm die zuständige Arbeitsgruppe der Stadt Gießen Reitzes Kompromissvorschlag einstimmig an, auf der Gedenktafel das Liebknecht-Zitat „Wissen ist Macht – Macht ist Wissen“ anzubringen. Am 26. August 2018 wurde Reitze in den Stiftungsrat der Point Alpha Stiftung gewählt.

## Ämter und Mitgliedschaften

### Ämter
- Vorsitzender der ARD-Medienkommission
- Vorsitzender des Beirats der ARD/ZDF-Medienakademie
- Vorsitzender des Verwaltungsrats des Deutschen Rundfunkarchivs (DRA)
- Hauptgeschäftsführer der hr-Werbung GmbH
- Vorsitzender des Aufsichtsrats der TaunusFilm GmbH (bis Ende 2012)
- Vorsitzender des Aufsichtsrats der hr-Senderservice GmbH
- Aufsichtsrat der hr-Media
- Vorstandsmitglied der Arbeitsgemeinschaft Fernsehforschung (AGF)
- Verantwortlicher Herausgeber der Zeitschrift Media Perspektiven

### Mitgliedschaften
- Mitglied im Kuratorium der Hertie-Stiftung
- Beirat der Vodafone Stiftung Deutschland gGmbH[10]
- Mitglied im Verwaltungsausschuss des Freien Deutschen Hochstifts
- Mitglied im Kuratorium der Johanna-Quandt-Stiftung
- Mitglied im Hochschulrat der Universität Kassel (März 2004 bis August 2008)

## Buchveröffentlichungen
- Währungszuschläge in der Seeschifffahrt und ihr Auswirkungen auf die Exportwirtschaft, Werner Brandeis-Verlag, 1981.
- Tagesschau 1994, Die Ereignisse des Jahres, Hrsg. Ulrich Deppendorf und Helmut Reitze, Gruner + Jahr, 1994.
- Wer wird Kanzler in de.land?, aus: „Mit Mouse und Tastatur. Wie das Internet die Politik verändert“, Hrsg. Klemens Joos, Alexander Bilgeri, Dorothea Lamatsch, Olzog Verlag, 2001.
- mit Wolf von Lojewski und Marietta Slomka (Hrsg.): Die Flut. Ullstein, München 2002.
- Mein Lieblingsplatz – Der Altmarkt, aus: „Leben in Kassel“, Euregioverlag, 2003.